# Niseko
Niseko (ニセコ町?, Niseko-machi) è una cittadina giapponese della prefettura di Hokkaidō. È conosciuta come una delle stazioni sciistiche più economiche del mondo, a causa della stagnazione economica del Giappone da oltre 30 anni.